# Podgorje, Bileća
Podgorje je naselje v občini Bileća, Bosna in Hercegovina. 

## Deli naselja
Kulina, Oljevčevina, Pećinovac, Podgorje, Selina in Trijeslica. 

## Prebivalstvo
| Pregled števila prebivalcev po letih | Pregled števila prebivalcev po letih | Pregled števila prebivalcev po letih | Pregled števila prebivalcev po letih | Pregled števila prebivalcev po letih | Pregled števila prebivalcev po letih |
| ------------------------------------ | ------------------------------------ | ------------------------------------ | ------------------------------------ | ------------------------------------ | ------------------------------------ |
| 1948                                 | 1953                                 | 1961                                 | 1971                                 | 1981                                 | 1991                                 |
| -                                    | -                                    | -                                    | 174                                  | 93                                   | 43                                   |

| Narodna sestava prebivalstva po letih                                                                                        | Narodna sestava prebivalstva po letih                                                                                      | Narodna sestava prebivalstva po letih                                                                                     |
| --- | --- | --- |
| 1971 | 1981 | 1991 |
| . skupaj: 174 Srbi 148 (85,05 %) Muslimani 26 (14,94 %) Hrvati 0 (0,00 %) Jugoslovani 0 (0,00 %) drugi in neznano 0 (0,00 %) | . skupaj: 93 Srbi 74 (79,56 %) Muslimani 19 (20,43 %) Hrvati 0 (0,00 %) Jugoslovani 0 (0,00 %) drugi in neznano 0 (0,00 %) | . skupaj: 43 Srbi 35 (81,39 %) Muslimani 6 (13,95 %) Hrvati 0 (0,00 %) Jugoslovani 0 (0,00 %) drugi in neznano 2 (4,65 %) |